# Estación González Bastías
González Bastías, antiguamente denominada Infiernillo, es una estación que se ubica en la comuna chilena de Pencahue en la Región del Maule. Esta estación es de cruzamiento del ramal Talca-Constitución, de trocha métrica (1000 m). El servicio de pasajeros, actualmente denominado Tren Talca-Constitución, a principios de la década de 1990, corría con automotores Schindler. Posteriormente, se han ocupado automotores Ferrostaal, hasta la fecha de hoy. Los busescarril Ferrostaal generalmente llevan una composición de un coche motor (ADIt) y un remolque (AIt).

## Historia

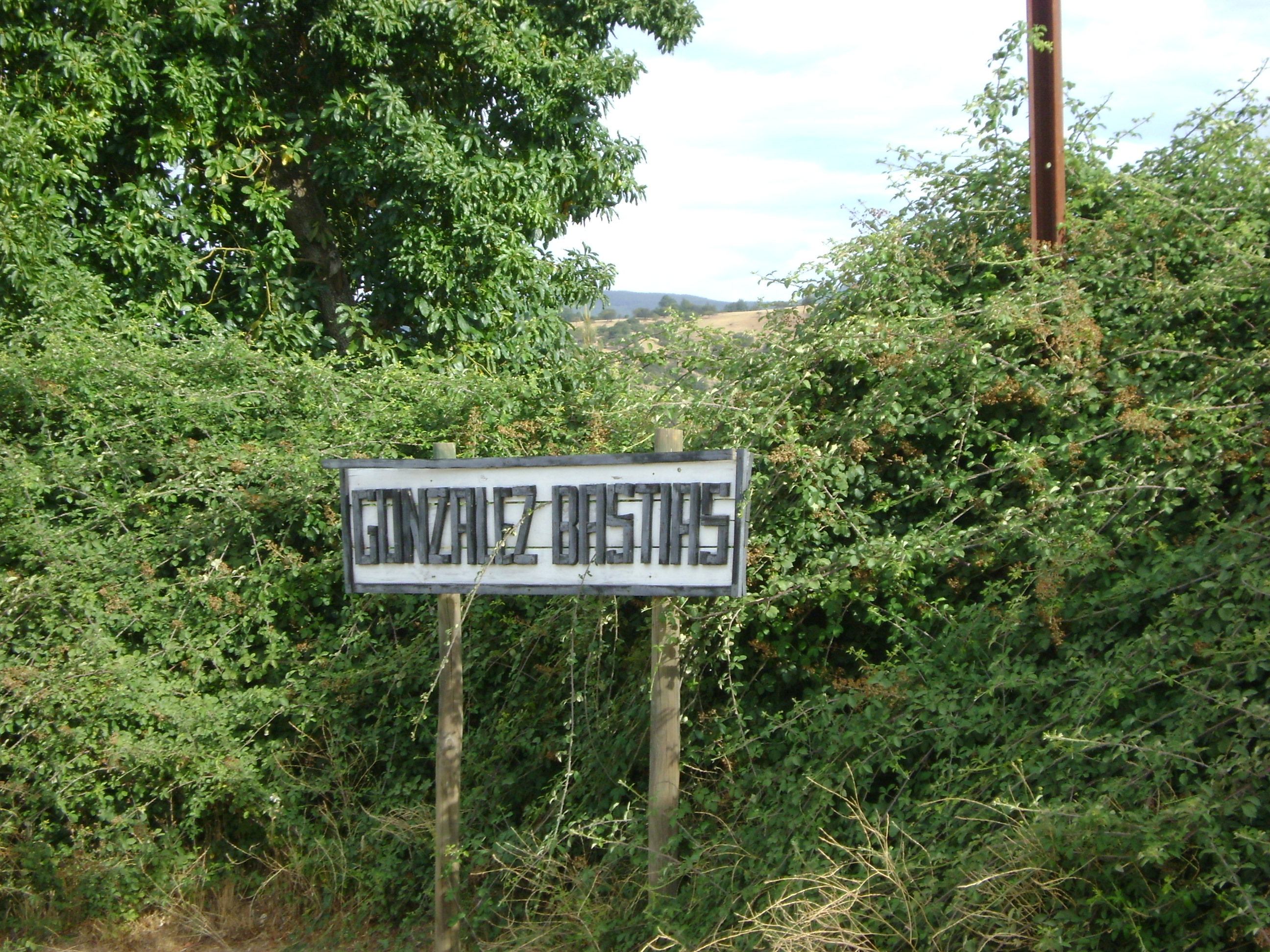
Letrero de la estación.

La estación fue inaugurada con el nombre de Infiernillo, siendo renombrada mediante decreto del 19 de enero de 1956 como González Bastías en homenaje al poeta Jorge González Bastías. El cambio de nombre se oficializó mediante una ceremonia realizada el 27 de mayo del mismo año.
Es posible ver algunos coches de pasajeros de trocha métrica en el desvío. La estación tuvo hasta diciembre de 1984 un retén de Carabineros de Chile. También tuvo entre 1905 y mediados de los años 1970 una oficina de Correos de Chile.

## Servicios actuales
- Tren Talca-Constitución